# Dystrykt Mahanoro
Mahanoro – dystrykt Madagaskaru z siedzibą w Mahanoro, wchodzący w skład regionu Atsinanana.

## Demografia
| 1993    | 2000    | 2001    | 2002    | 2003    | 2004    | 2005    | 2007    | 2011    |
| ------- | ------- | ------- | ------- | ------- | ------- | ------- | ------- | ------- |
| 163 233 | 205 331 | 212 013 | 218 860 | 225 853 | 233 306 | 241 005 | 257 174 | 225 954 |

## Podział administracyjny
W skład dystryktu wchodzi 12 gmin (kaominina):
- Ambinanidilana
- Ambinanindrano
- Ambodibonara
- Ambodiharina
- Ankazotsifantatra
- Befotaka
- Betsizaraina
- Mahanoro
- Manjakandriana
- Masomeloka
- Tsaravinany